# Podogaster vitticollis
Podogaster vitticollis là một loài tò vò trong họ Ichneumonidae.